# Mobile Telephone Service

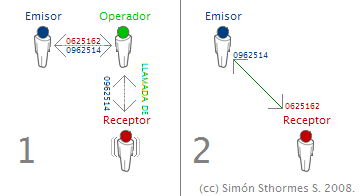
Diagrama del funcionament del Sistema de Telèfon Mòbil o MTS

El Mobile Telephone Service (MTS), en català “servei de telèfon mòbil”, va ser un dels primers estàndards de telefonia mòbil. Havia de ser assistit per operadors en ambdues direccions, ja que si rebies una trucada d'un Telèfon fix la trucada era redirigida a un operador que era l'encarregat de redirigir la trucada al teu telèfon. Similarment, per fer una trucada, havies de parlar amb l'operador, que et demanava el teu número mòbil i el número que volies marcar, i establia la trucada immediatament entre les dues parts.
El servei va ser llançat per Bell (Actualment AT&T), i va ser usat per primera vegada a Saint Louis (Missouri) el 17 de juny de 1946. L'equip original pesava 80 lliures, i inicialment només hi havia tres canals per a tots els usuaris de l'àrea metropolitana, després van ser afegides més llicències fins a un total de 32 canals ocupant 3 bandes.
Addicionalment, aquest servei va ser usat per una gran quantitat de subscriptors de telefonia en molts llocs d'Amèrica del Nord. Després, aquest protocol va ser reemplaçat per l'IMTS.